# Ciudadela de Bitche
La ciudadela de Bitche (en francés: Citadelle de Bitche) es una antigua fortificación militar situada en una colina dominante de la villa de Bitche, en el departamento de Mosela en Francia. Está compuesta por elementos construidos entre el siglo XIII y el siglo XIX, y especialmente del siglo XVII por obra del ingeniero francés Sébastien Le Prestre de Vauban. La ciudadela, obra maestra de la arquitectura militar que fue destruida y reconstruida varias veces a lo largo de la historia, conserva el sistema defensivo avanzado, una capilla, los edificios del cuerpo de guardia y el polvorín, habiendo sido declarada monumento histórico en 1972, el más importante del Pays de Bitche.
Desde 1979, ha sido clasificada como monumento histórico.

## Historia

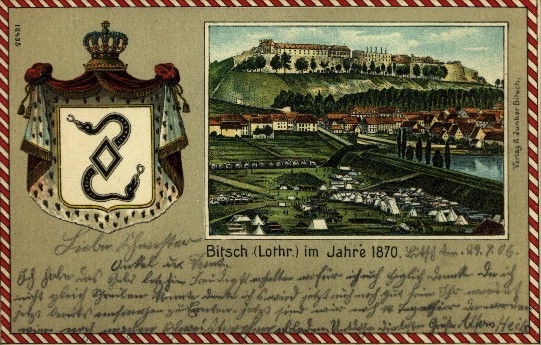
Vista de la ciudadela durante el sitio de Bitche en la Guerra Franco-Prusiana.

La primera mención del nombre de Bitche se encuentra en una carta fechada a mediados del siglo XII y en la cual el duque de Lorena Mateo I solicita al conde de Sarrewerden que respete los límites y a los habitantes de su señorío. En esta carta escrita en letra gótica pero en latín, los límites de este señorío quedan perfectamente establecidos. Desde 1170, un Bitis Castrum aparece en un documento en el que Federico I de Lorena se denomina a sí mismo Dominus de Bites, «señor de Bitche». La tradición sitúa este primer castillo de Bitche, o Altbitsch, sobre el Schlossberg, cima de 79 m al norte de la aldea de Lemberg. El castillo dio nombre al señorío y más tarde a la villa de Bitche. Este castillo parece más bien ser un pabellón de caza situado en el cercano bosque de Lemberg. Parece que en la misma época, sin que se pueda datar con precisión, otro pabellón fue construido en el Schlossberg en el emplazamiento de la actual ciudadela. El interés estratégico de este promontorio, con una vista panorámica sobre varios valles, no pasó desapercibido a los señores de aquella época. El segundo castillo se construyó indudablemente a fines del siglo XIII por el conde Eberhard de Deux-Ponts, fallecido en 1321, sobre el roquedo actual de la ciudad de Bitche. Fue destruido parcialmente en el siglo XV durante la Guerra de los campesinos alemanes.
En el siglo XIII, el señorío de Bitche era el único territorio del duque de Lorena que se encontraba dentro del dominio lingüístico alemán y -debido a la fragmentación de las posesiones de los condes de Deux-Ponts- se hallaba aislado geográficamente. El conde Eberhard II de Deux-Ponts propuso un acuerdo de intercambio al duque de Lorena. Esta transacción se llevó a cabo mediante dos tratados: el de 13 de mayo de 1297 y el de 1 de julio de 1302. El conde Eberhard II de Deux-Ponts se casó en 1309 con Agnès de Bitche, hija de Thiébaud II de Lorena y tomó el título de conde de Deux-Ponts y señor de Bitche y tras haberlo transformado, hizo del castillo de Bitche su residencia principal. Hasta inicios del siglo XVI, el señorío de Bitche dependió en definitiva del Sacro Imperio Romano Germánico. Cuando Reinhard de Bitche murió en 1531, sus dos hijos se repartieron sus dominios. Pero bien pronto se pelearon y disputaron de forma que el duque de Lorena comenzó a fijarse en este señorío. 
Finalmente, Amélie de Bitche, hija de Simon Wecker y esposa de Philippe de Limange, vendió las tierras de Bitche al duque de Lorena Carlos II por la suma de 50.000 escudos. Parece, sin embargo, que las cosas no se desarrollaron muy fácilmente, pues en 1563, el conde Jacques de Bitche adquirió las casas en la parte baja del promontorio rocoso, las hizo arrasar e hizo edificar las murallas para protegerse de los duques de Lorena. Jacques murió en 1570 sin descendencia directa. Fue el último conde de Deux-Ponts-Bitche.
Durante la guerra de los Treinta años, los suecos intentaron ocupar la fortaleza en 1632, fracasando en el intento.
En 1634, Richelieu, para castigar al nuevo propietario, Carlos IV de Lorena, decidió desposeerle de las partes de sus ducados que aún le pertenecían. El mariscal de Humières estuvo a cargo de la toma del castillo de Bitche, que se rindió tras un sitio de diez días. Los franceses se instalaron en el Pays de Bitche y los infortunios continuaron. Así Luis XIV se apoderó de Bitche en 1680, el castillo de los condes de Deux-Ponts-Bitche, restaurado en varias ocasiones, estaba en ruinas. Durante el invierno de 1673-1674, Turenne instaló sus cuarteles de invierno en el Palatinado y fue visitar Bitche. Impresionado por la importancia estratégica del lugar, consiguió convencer a Luis XIV de que fortificara el lugar y en 1679, el rey encargó a Vauban de este trabajo. Las obras se desarrollaron entre 1683 y 1697 y costaron a Francia 2.500.000 libras de oro, una suma enorme para la época. La ciudadela fue desmantelada en 1698 siguiendo las cláusulas del tratado de Ryswick que cedía la villa de Bitche a Leopoldo I, duque de Lorena. Las nuevas fortificaciones hubieron de ser arrasadas, y un regimiento originario de Flandes se encargó de esta tarea del otoño de 1697 al verano de 1698. En 1701 estalló la Guerra de Sucesión Española y, de nuevo, una guarnición francesa ocupó Bitche. Los soldados se esforzaron también en restaurar las fortificaciones construidas por Vauban y arrasadas.
En 1735 y 1736 se firmaron acuerdos que especificaban que Francisco de Lorena renunciaba a los ducados de Bar y de Lorena en beneficio del rey de Polonia en el exilio Estanislao I Leszczynski, cuya hija se había casado con el rey de Francia Luis XV. Así, el rey destituido se instaló en Lunéville y tomó el título de duque de Lorena. En 1738, Luis XV autorizó la reconstrucción de la plaza fuerte de Bitche, integrada en el sistema defensivo de las fronteras francesas, bajo la dirección del mariscal de Bournay. Cuando este murió en 1740, fue remplazado por un hombre providencial para la ciudad de Bitche, el conde de Bombelles. Éste se dedicó a las obras desde 1741 y, cuando en 1744, los mercenarios al servicio de Austria se acercaron a Bitche, fueron repelidos. Los trabajos de fortificación duraron hasta 1765, como atestigua la placa que Luis XV hizo colocar en la entrada. El trazado de Vauban se respetó y reforzó con otras obras de defensa. Los trabajos fueron concluidos por Cormontaigne, quien renovó los cuarteles, los edificios para los oficiales del cuerpo de ingenieros militares y el gobernador, los almacenes de artillería y los polvorines, los cuerpos de guardia y la defensa de los glacis. De 1755 a 1760 tuvo lugar la construcción de las defensas avanzadas y en 1765 el acondicionamiento de la explanada al pie del glacis.
Durante la Guerra Franco-prusiana (1870-1871) la ciudadela no se rindió sino al final de la misma, por lo que fue parcialmente destruida a causa de la ofensiva prusiana. La región pasó a formar parte del territorio del Imperio Alemán conocido como Alsacia-Lorena. En ese período, que se extendió hasta la Primera Guerra Mundial, la ciudadela fue modernizada por los alemanes.
Durante la Segunda Guerra Mundial, la ciudadela fue nuevamente dañada entre 1944 y 1945, esta vez por la artillería estadounidense.
La ciudadela y los subterráneos están inscritos en el inventario de monumentos históricos desde 1979.

## Museo de la ciudadela
Una maqueta de la ciudad de Bitche de 1794, clasificada como monumento histórico desde 1983, está expuesta en el museo. A través de su complejo subterráneo, un recorrido museográfico audiovisual y olfativo sumerge a los visitantes en el descubrimiento de la historia de la fortaleza.

## Jardín de la Paix
El jardín entre la ciudadela y la villa forma parte de los jardins sans frontières (jardines sin fronteras).